# Poestozersk
Poestozersk (Russisch: Пустозерск), ook Poestozjorsk, was een plaats (selo) in het Russische autonome district Nenetsië in de oblast Archangelsk in het noorden van Europees Rusland. Tijdens het Tsaardom Rusland en de Keizerlijke periode was Poestozersk het bestuurlijk centrum van de krajs van Joegra en Petsjora.

## Geschiedenis
De plaats werd gesticht in 1499 per oekaze van Ivan III aan de benedenloop van de Petsjorarivier en aan het Poestojemeer door een militaire expeditie onder leiding van de militaire leiders S. Koerbski, P. Oesjati en V. Zabolotski-Brazjnik. De plaats werd gevestigd in een verlaten gebied op blootliggende bodem, van welke omstandigheid de naam is afgeleid; "verlaten meren". Bij de stichting was Poestozersk het noordelijkste steunpunt van Moskovië en de eerste Russische vestiging aan de Petsjora en boven de noordpoolcirkel. Het vervulde dan ook de functie van grensfort om de noordelijke grenzen van de Russische staat te verdedigen tegen invallen van de lokale Samojeden (met name de Nenetsen). In 1665 werd hiervoor een ostrog gebouwd. In 100 jaar tijd werd het 6 maal zwaar aangevallen, waarvan de laatste keer in 1746. In 1574 woonden er meer dan 1000 mensen en waren er 144 landerijen.
Van 1586 tot 1780 was Poestozersk gedurende 2 eeuwen het bestuurlijk centrum van de volost rond de vesting, dat zich uitstrekte van de Barentszzee in het noorden tot de Vytsjechdarivier in het zuiden en van de rivier de Mezen in het westen tot de Oeral in het oosten. Haar hoogtepunt lag echter iets eerder; in de 17e eeuw. In die tijd en in de 18e eeuw werd de plaats gebruikt als bannelingenoord voor bekende Russen, zoals Artamon Matvejev, Vasili Galatzine en Avvakoem Petrov. De laatste werd zelfs verbrand op 14 april 1682 bij de plaats, waarvan nu nog een houten kruis van de oudgelovigen getuigt (geplaatst in 1989). Vanuit Poestozersk werden de Nenetsen onderworpen, meegewerkt aan Russische expedities naar Nova Zembla, Spitsbergen en andere Arctische eilanden en werden de eerste pogingen gedaan tot het exploiteren van koper en zilverertslagen en olievoorraden in het Russische noorden.
Poestozersk bleef echter een kleine plaats, bestaande uit houten huizen, een kantoor van de vojevoda, een viertal kerken, een gevangenis, fort en enkele winkels. Er woonden dienstlieden en een ander deel van de bevolking hield zich bezig met de visserij en de handel.
Tijdens de 18e eeuw verloor de plaats geleidelijk aan betekenis, toen een snellere zuidelijkere landroute naar Siberië door de Oeral was gevonden. Dit was de Babinov-weg van Solikamsk naar Verchotoerje die al gereed kwam in 1597. Daarnaast begon de rivier bij de plaats te verzanden, waardoor schepen er maar moeilijk langs meer konden varen.
In de Sovjet-Unie werd het omgevormd tot een selsovjet, maar in 1954 verlieten de laatste bewoners de plaats. In 1964 werd een stenen gedenksteen opgericht en in 1989 een houten gedenkteken ter nagedachtenis aan de verbranding van Avvakoem.
Op 4 december 1974 werden de overgebleven delen van de stad en haar omgeving tot archeologisch erfgoed verklaard. Sinds 1990 is dit een gebied met een oppervlakte van 7.387 hectare.
Een houten Transfiguratie-kathedraal uit 1837 is het enige wat van de plaats is overgebleven. Deze kathedraal is verplaatst naar het nabijgelegen dorp Oestye aan het Gorodetskojemeer, waar in 1991 het historisch en natuurmuseum van Poestozersk (Пустозерский комплексный историко-природный музей) werd opgericht.